# Душин, Григорий Андреевич
Григо́рий Андре́евич Ду́шин — советский хозяйственный, государственный и политический деятель.

## Биография
Родился в деревне Корельское Онежского уезда Архангельской губернии (ныне Онежского района Архангельской области) в 1918 году. Член ВКП(б).
Участник Великой Отечественной войны.
С 1944 года — на хозяйственной, общественной и политической работе. В 1944—1978 гг. — преподаватель военно-инженерного дела в Златоустовском, затем в Камышловском пехотных училищах, преподаватель на кафедре графики в Архангельском лесотехническом институте, секретарь партбюро института, второй, первый секретарь Архангельского обкома ВЛКСМ, заместитель начальника треста «Архангельсклес», первый секретарь Котласского горкома КПСС, первый секретарь Архангельского горкома КПСС, секретарь, второй секретарь Архангельского обкома КПСС, заместитель председателя Госкомлеса.
Избирался депутатом Верховного Совета РСФСР 6-го созыва.
Умер в 1994 году в Москве.